# روجر جرينيه
روجر جرونييه (بالفرنسية: Roger Grenier) (مواليد 19 سبتمبر 1919 بكاين في كالفادوس - 8 نوفمبر 2017)، وهو كاتب وصحفي فرنسي، ومذيع بالراديو. حصل على جائزة فيمينا الأدبية عام 1972.

## التعليم
تعلم في كلية الفنون في باريس ‏.

## جوائز
حصل على جوائز منها:
- Grand Prix de Littérature de l'Académie française [الإنجليزية]‏ (1985)
- جائزة فيمينا الأدبية (1972)
- جائزة فيمينا الأدبية (1972)
- قائد الفنون والآداب
- الجائزة الأدبية الكبرى لجمعية الآداب [الإنجليزية]‏.

## روابط خارجية
- روجر جرينيه على موقع IMDb (الإنجليزية)
- روجر جرينيه على موقع ديسكوغز (الإنجليزية)